# Meet again
「Meet again」（ミート・アゲイン）は、林原めぐみの33枚目のシングル。2006年7月26日にスターチャイルドから発売された（KICM-1164）。

## 概要
- テレビアニメ『スレイヤーズ』シリーズ放送10周年、また、『スレイヤーズNEXT』のDVD-BOXが発売されることを記念してリリースされたマキシシングル。林原のシングルとしては前作「負けないで、負けないで…」以来、実に2年10ヶ月ぶりとなる。
- カップリングにはテレビアニメ版『スレイヤーズ』シリーズの主題歌をリアレンジして収録しているが、「don't be discouraged」のみオリジナル音源にて収録されている。
- 林原自身が大の肉好きであることから、「Meat again」（肉、再び）と自身のラジオでネタにすることがある。
- 「Get along」は、元々は奥井雅美とのデュエット曲だが、本作に収録するにあたって奥井のパートを自ら録り直した。

## 収録曲
1. Meet again [4:46]
作詞：MEGUMI、作曲・編曲：たかはしごう
  - テレビアニメ『スレイヤーズ』10周年記念イメージソング
2. Get along 〜SelfTag Version〜 [4:07]
作詞：有森聡美、作曲：佐藤英敏、編曲：大平勉
  - テレビアニメ『スレイヤーズ』オープニングテーマのリアレンジ曲。
3. Give a reason 〜Ballade Version〜 [4:35]
作詞：有森聡美、作曲：佐藤英敏、編曲：五島翔、コーラスアレンジ：高橋洋子
  - テレビアニメ『スレイヤーズNEXT』オープニングテーマのリアレンジ曲
4. don't be discouraged [4:12]
作詞：MEGUMI、作曲：佐藤英敏、編曲：添田啓二
  - テレビアニメ『スレイヤーズTRY』エンディングテーマ
5. Meet again（Off Vocal Version） [4:45]

## 収録アルバム
| 曲名                              | 収録アルバム                                   | 発売日                                         | 規格品番                                       |
| --------------------------------- | ---------------------------------------------- | ---------------------------------------------- | ---------------------------------------------- |
| Meet again                        | 『Plain』                                      | 2007年4月21日                                  | KICS-1303                                      |
| Meet again                        | 『スレイヤーズMEGUMIX』                        | 2008年6月25日                                  | KICA-916〜918                                  |
| Meet again                        | 『VINTAGE White』                              | 2011年6月11日                                  | KICS-91670〜91671                              |
| Meet again                        | 『スレイヤーズMEGUMIXXX』                      | 2020年3月25日                                  | KICA-2573〜2575                                |
| Get along 〜SelfTag Version〜     | →『 Get along#収録アルバム 』を参照            | →『 Get along#収録アルバム 』を参照            | →『 Get along#収録アルバム 』を参照            |
| Give a reason 〜Ballade Version〜 | →『 Give a reason#収録アルバム 』を参照        | →『 Give a reason#収録アルバム 』を参照        | →『 Give a reason#収録アルバム 』を参照        |
| don't be discouraged              | →『 don't be discouraged#収録アルバム 』を参照 | →『 don't be discouraged#収録アルバム 』を参照 | →『 don't be discouraged#収録アルバム 』を参照 |